# Кактусовая полупустыня на Кубе
Кактусовая полупустыня на Кубе (исп. Matorral xerófilo de cactus cubano) является ксерофитным кустарниковым экорегионом, расположенным на подветренном побережье Кубы. Этот регион занимает площадь около 3300 км² (1300 кв. миль) и характеризуется низким уровнем осадков, получая менее 800 мм (31 дюйм) дождя в год и продолжительным сухим сезоном, который длится от 9 до 11 месяцев, что делает его одним из самых засушливых регионов Кубы.
Большая часть кактусовой полупустыни находится в юго-восточной части острова, в основном в провинциях Гуантанамо и Сантьяго-де-Куба.
Основными почвами в этой зоне являются прибрежные рендзины, которые сформировались из кораллового известняка.

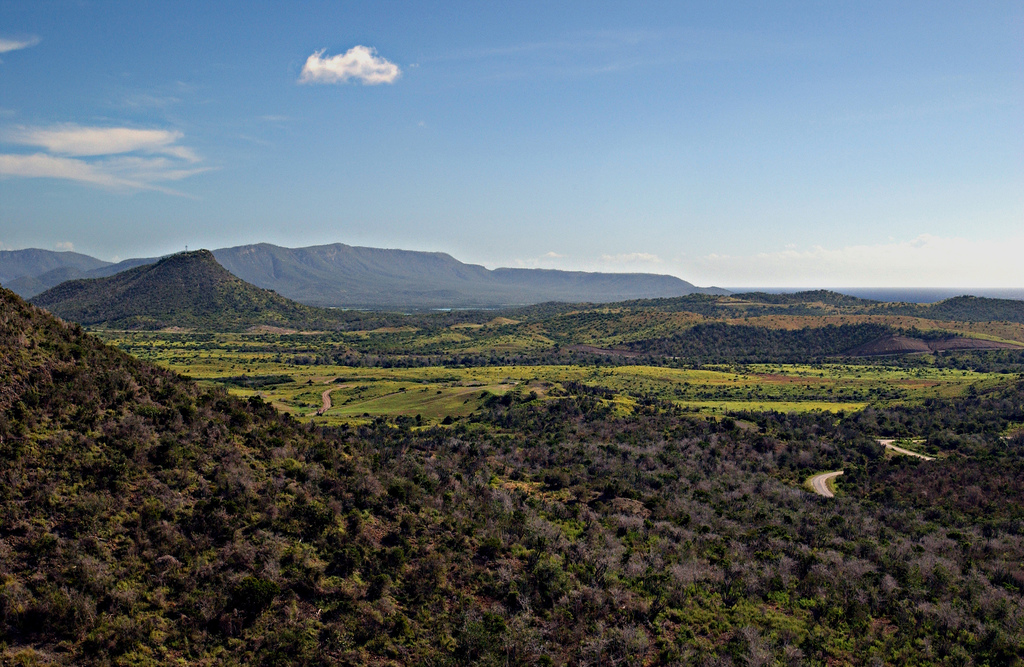
Около Кайманеры, провинция Гуантанамо

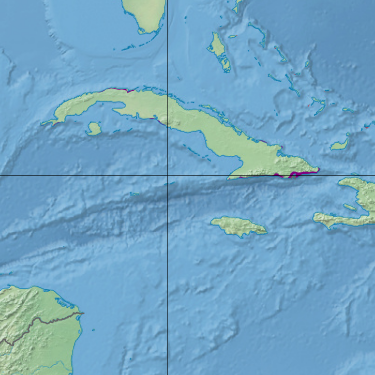
Экорегион на карте Кубы (помечен фиолетовым цветом)

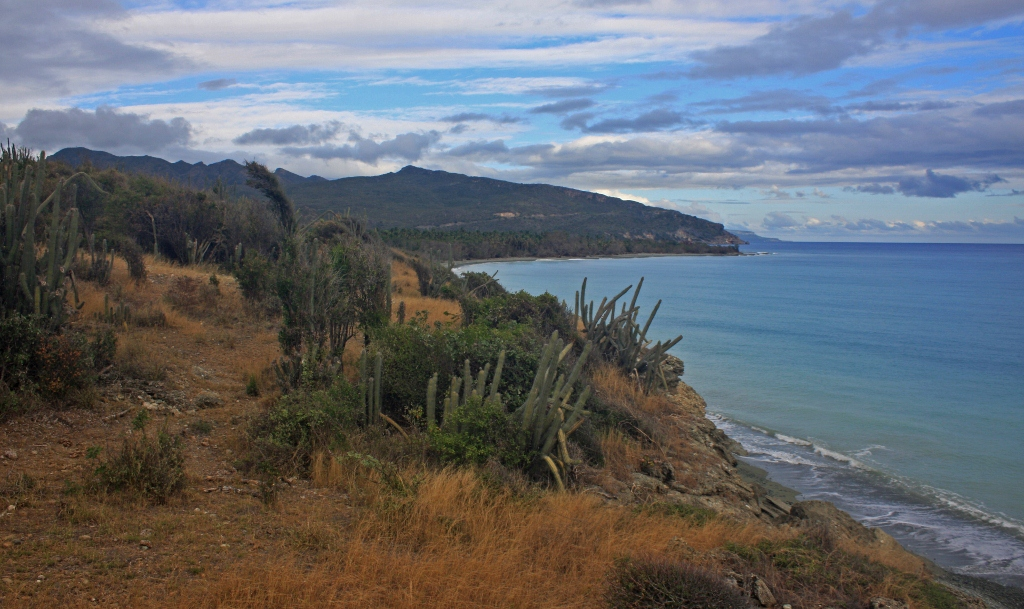
Кактусовые кустарники, Гуантанамо

## Зоны
Кактусовая полупустыня на Кубе включает четыре основные зоны растительности:
- Ксерофитные прибрежные  и Субприбрежные заросли
- Прибрежные колючие полупустыни
- Прибрежные склерофилловые заросли.
- Скалистые прибрежные заросли

## Растительность
Флора кактусовой полупустыни включает разнообразные виды кактусов и других суккулентов, адаптированных к экстремальным условиям. Среди распространенных видов можно выделить:
- Кактусы: Опунция строгая (Opuntia stricta), Опунция воинственная (O. militaris), Питайя (Harrisia eriophora), Дендроцереус нагоцветковый (Dendrocereus nudiflorus), Мелокактус (Melocactus spp.) и другие .
- Другие растения: Кафесильо (Bourreria virgata), Мостасилья (Capparis cynophallophora), Гуайрахе (Eugenia foetida), Бурсера (Bursera spp.), Кротон (Croton spp.), Кордия (Cordia spp.) и другие.[1]

## Животный мир
Экорегион является домом для различных видов птиц и рептилий. Среди птиц, обитающих в этом регионе, можно встретить Сапата спарроу (Torreornis inexpectata sigmani), Кубинского виреона (Vireo gundlachii), Кубинского гнаткэтчера (Polioptila lembeyei) и Ориенте варблера (Teretistris fornsi). Рептилии представлены 29 видами, четыре из которых являются эндемиками этого региона, включая кубинскую скальную игуану .

## Проблемы
Кактусовая полупустыня Кубы сталкивается с рядом угроз, включая: выпас скота, вырубку лесов, урбанизацию и разрушение среды обитания. Эти факторы негативно сказываются на биоразнообразии региона и требуют принятия решений.